# Хертум, Луис
Луис Хертум (англ. Louis Herthum; род. 5 июля 1956, Батон-Руж) — американский актёр. Наибольшую известность ему принесла роль Питера Абернати в сериале «Мир Дикого запада».

## Биография
Родился 5 июля 1956 года в Батон-Руже, штат Луизиана, США.
Начал актёрскую карьеру в 1978 году, выступал в театральных постановках, снимался в рекламных роликах.
С 1989 по 1996 год снимался в сериале «Она написала убийство».
В 2013 году озвучил Мундуса в компьютерной игре «DmC: Devil May Cry».
Сыграл Луиса Суитцера в фильмах «Последнее изгнание дьявола» и «Последнее изгнание дьявола: Второе пришествие».
С 2016 по 2018 год снимался в сериале «Мир Дикого запада».
Всего за карьеру сыграл более чем в 90 фильмах и сериалах.

## Избранная фильмография
| Год       |    | Русское название                              | Оригинальное название               | Роль                          |
| --------- | -- | --------------------------------------------- | ----------------------------------- | ----------------------------- |
| 1989—1996 | с  | Она написала убийство                         | Murder, She Wrote                   | Энди Брум / Крюгер / Уилбер   |
| 1997      | с  | Месть без предела                             | Vengeance Unlimited                 | Коннер Галч                   |
| 2008      | ф  | Загадочная история Бенджамина Баттона         | The Curious Case of Benjamin Button | человек на вечеринке Кэролайн |
| 2009      | ф  | Я люблю тебя, Филлип Моррис                   | I Love You Phillip Morris           | доктор                        |
| 2010      | ф  | Последнее изгнание дьявола                    | The Last Exorcism                   | Луис Суитцер                  |
| 2011      | ф  | Близнецы-убийцы                               | Seconds Apart                       | Оуэн Тримбл                   |
| 2012      | с  | Настоящая кровь                               | True Blood                          | Джей Ди                       |
| 2012—2016 | с  | Лонгмайер                                     | Longmire                            | Омар                          |
| 2013      | ки | DmC: Devil May Cry                            | DmC: Devil May Cry                  | Мундус                        |
| 2013      | ф  | Последнее изгнание дьявола: Второе пришествие | The Last Exorcism Part II           | Луис Суитцер                  |
| 2016—2018 | с  | Мир Дикого запада                             | Westworld                           | Питер Абернати                |
| 2018      | с  | Электрические сны Филипа К. Дика              | Philip K. Dick’s Electric Dreams    | супервайзер                   |
| 2018      | с  | Люцифер                                       | Lucifer                             | лейтенант Джон Деккер         |
| 2018      | ф  | Кадавр                                        | The Possession of Hannah Grace      | человек / убийца / Грейнджер  |
| 2018      | ф  | Город лжи                                     | City of Lies                        | городской прокурор Стоун      |
| 2019      | с  | Что/если                                      | What/If                             | Фостер                        |
| 2020—2021 | с  | Домой до темноты                              | Home Before Dark                    | Фрэнк Бриггс Старший          |
| 2020—2021 | с  | Всем встать                                   | All Rise                            | шериф Уэйн Маккарти           |
| 2021      | с  | Хитрости                                      | Hacks                               | Дэннис                        |
| 2022      | с  | Периферийные устройства                       | The Peripheral                      | Корбелл Пикетт                |